# 広島県農業協同組合中央会
広島県農業協同組合中央会（ひろしまけんのうぎょうきょうどうくみあいちゅうおうかい）は、広島県広島市に本部を置く農業協同組合中央会。略称はJA広島中央会、または広島県農協中央会。

## 概要
広島県内の農業協同組合の指導的機関であり、JAグループ広島の中心的組織。県内農協の広報、役職員教育、監査、各種情報提供や農政への意志反映（ロビー活動）を行っている。

## 業務内容
（JAグループひろしまサイト内のJA広島中央会紹介ページより）
- 県内農業振興事業
  - 県内農業政策の企画・調整
  - 新規就農者の育成支援
  - 行政への農業施策の建議
  - 地産地消運動の推進
- 県内5JA及び連合会に向けた経営相談
  - JAの健全経営に向けた経営相談
  - 営農振興指導体制の強化
  - JA役職員教育
  - 高齢者福祉、介護事業の推進
- 地域社会に向けた活動
  - 消費者に信頼される安全・安心な国内農畜産物の安定供給対策
  - 農業を通じた環境対策
  - 食農教育を通じた次世代対策
  - JAグループの事業・活動の広報活動
- 農家・組合員に向けた活動
  - 上記事業について、会員[注釈 2]を通じて、農家・組合員が農業を持続的に営み、豊かな農村と地域の発展に取り組んでいる

## JAひろしま
県内地域JAの統合に向け調整を行い、2023年にはひろしま農業協同組合（JAひろしま）の設立を実現。JA広島中央会ではJAひろしまや県内のほかの4JAとも協力して持続可能な農業への取り組みを行っていくと表明している。

## その他
県出身の「農業声優」MachicoをJAグループ広島として2022年に7月広報担当に起用、同年12月には「広島『地産地消』デリシャス大使」に任命、代表理事会長の忠末とMachicoの対談動画などを動画投稿サイトに連載している。